# Virta
Virta, eller Virta Global, officiellt Liikennevirta Oy, är ett internationellt företag som grundades 2013 i Helsingfors och har specialiserat sig på laddning av elfordon och energihantering. Virta betyder ström på finska.
Virta utvecklar och säljer en digital plattform för laddning av elfordon och laddstationer som kan anslutas till den. Företagets kunder är regionala operatörer av laddnätverk. I november 2022 hade företaget sammanlagt 70 000 laddpunkter i 32 länder. År 2021 var Virta en av de ledande aktörerna inom sitt område i Europa.

## Historia
Jussi Palola, Elias Pöyry och 18 finska energibolag grundade Liikennevirta Oy i december 2013 som en operatör för laddning av elfordon. Bland grundarna fanns till exempel Vaasan Sähkö, Oy Herrfors Ab, Nykarleby Kraftverk och energibolagen i städerna Helsingfors, Vanda, Borgå, Kotka, Ekenäs, Åbo, Nådendal, Raumo, Björneborg och Uleåborg. De ville utveckla ett gemensamt system för att förvalta sina laddstationer. Företaget erbjöd laddpunkter i hela Finland som var märkta med Virta-logotypen. Samtidigt slogs de olika ägarnas laddpunkter ihop till ett enhetligt Virta-laddnätverk. Tanken var att förutom energibolag, skulle även kommuner, detaljhandelskedjor, parkeringshus och snabbmatsrestauranger med drive-through kunna erbjuda Virta-laddtjänster. Bolagets vd var Jussi Palola. Liikennevirta erbjöd sina kunder verktyg för användaridentifiering, betalning och logistik av betalkort.
År 2014 undertecknade Virta ett samarbetsavtal med Swisscharge i Schweiz.
I april 2015 lanserade Virta en mobilapplikation med information om cirka 70 offentliga laddstationer, från Ekenäs till Uleåborg. Förutom pris- och tidtabellsinformation visade applikationen till exempel om laddningen vid laddstolparna var kostnadsfri, vilken typ av hastighet man kunde ladda i samt vilka typer av laddkontakter som användes. Appen gav också navigationsanvisningar till platsen. Appen gjorde det dessutom möjligt för användarna att betala för användningen av en laddstolpe.
År 2017 skapade Helen (Helsingfors Energi), Virta och Nissan ett gemensamt projekt, Europas första Vehicle to Grid-laddstation (V2G) för offentligt bruk. Med den kan den laddade energin i ett bilbatteri ledas tillbaka till elnätet då energi behövs. Tvåvägsladdning är användbart i situationer som till exempel nätstörningar.
I oktober 2018 meddelade Virta att E.On, Europas största energibolag, skulle börja använda deras teknik i sitt laddnätverk. Virtas omsättning ökade med 203 procent på årsbasis. Företaget hade 70 anställda och verksamhet i 25 länder.
År 2020 gick det japanska olje- och energibolaget Eneos (tillhör Nippon Oil) in som investerare i Virta.
I april 2021 fick Virta 30 miljoner euro i finansiering från investerare. Bland investerarna fanns fransk Jolt Capital och Vertex Growth från Singapore. Virta hade 120 anställda. Mängden el som användes och antal kunder som debiterades via Virtas nät fördubblades jämfört med föregående år.
I januari 2022 öppnade Virta ett kontor i Singapore. I april samma år hamnade företaget på plats 299 på Financial Times lista över Europas snabbast växande företag. Företaget sade att det skulle öppna marknader i Sydostasien och Japan. I februari meddelade den finska bilistintresseorganisationen Autoliitto att den samarbetade med Virta för att bygga ett landsomfattande laddnätverk som ska vara öppet för alla. I oktober meddelade Virta att de hade infört ett system för automatiserad efterfrågeflexibilitet i Finland. Det skulle garantera tillräcklig ström i elnätet vid elavbrott genom att tillfälligt minska laddpunkternas effekt.
Våren 2023 meddelade Virta att företaget hade fått 85 miljoner euro i ny finansiering. Summan bestod av 65 miljoner euro från Jolt Capital, Suomen Teollisuussijoitus, Vertex Growth, Future Energy Ventures backat av tyska E.ON, Helen Ventures, Lahden Energia, Vantaan Energia och Kotkan Energia. Resterande 20 miljoner euro finansieras av Business Finland. 

## Organisation
Förutom huvudkontoret i Helsingfors har Virta kontor i Berlin, Bukarest, London, Paris, Stockholm och Singapore.
Virtas verkställande direktör är Jussi Palola och styrelseordförande är Kirsi Komi.

## Produkter och tjänster
Företagets huvudprodukt är en digital laddplattform för elfordon. Virta och dess återförsäljare av tjänster, säljer också laddare som kan anslutas till plattformens laddtjänst, exempelvis laddare från det finska företaget Kempower.

### Plattform
Med hjälp av den plattform som Virta tillhandahåller, kan tjänsteleverantörerna starta en laddbaserad verksamhet. Laddpunktsoperatörer driver det laddnät som de investerar i och bestämmer över prissättningen av de laddtjänster som de själva tillhandahåller.
Virta förvaltar både det system som används av deras kunder för att styra laddare och de applikationer som används av bilister för att ladda.  Virtas styrsystem övervakar bland annat status och användning av laddare.
Virta-plattformen stöder olika betalmetoder. Bilister kan använda laddarna med en mobilapplikation från Virta eller med en RFID-tagg. Vissa betalterminaler kan användas även utan kundkonto. År 2023 har vissa laddare utrustats med en Plug&Charge-funktion, som kan användas av till exempel BMW-bilar.
Företagets Virta Origin-produkt innehåller certifikat för energiförsörjning som intygar att elen från laddningen produceras på ett hållbart sätt.

### Nätverk
Virta-nätverket som använder Virta-teknik, kallas Powered by Virta och är etablerat i flera länder i Europa. Virta är en av de ledande aktörerna inom sitt område i Europa. I april 2022 omfattade Virta och dess partners roamingnätverk i Europa sammanlagt cirka 250 000 laddningspunkter. I november 2022 omfattade enbart det finländska nätverket cirka 9 000 laddpunkter. Företaget drev verksamhet i mer än tusen kunddrivna laddnätverk. Det fanns 70 000 laddpunkter i 32 länder.

### Smart laddning
Virta-nätverket är en i molnlösning som ansluter laddpunkter för elfordon till respektive nationellt elnät. Spikar i elnätet kan undvikas när laddningen kan styras centralt. Den smarta laddningen som strömmen producerar gör det möjligt för bilar att även mata tillbaka elen till elnätet vid tider med hög efterfrågan. Systemet har testats i Storbritannien. För elbilsförare är smart laddning billigare än konventionell laddning.
År 2023 är den totala laddkapaciteten som är ansluten till plattformen cirka 2 000 megawatt. Virta har som mål att öka denna kapacitet till 12 000–15 000 megawatt fram till år 2025. Detta skulle motsvara effekten av tio stora kärnkraftverk.
Virta har ett flera patent som rör V2G-teknik, autonom fordonsladdning och hantering av nätverksdrift.

## Kunder
Bland företagets kunder finns fastighetsägare, energibolag, detaljhandelskedjor, oljebolag och drivmedelshandlare, till exempel Autoliitto, BMW,
Gigantti, Helen, och Nimbnet.
År 2023 användes Virtas plattform av över tusen företag i 35 länder och över en halv miljon elbilsägare laddade sina elbilar via den. Kunderna betalar Virta en månadsavgift för att använda plattformen och avgiften beror på hur många laddstationer som är anslutna till plattformen. De betalar också Virta en avgift för varje laddtransaktion.

## Erkännanden
- År 2018 utsågs Virta till bästa energimärke vid Charge Energy Branding-evenemanget i Reykjavík.[4]
- Virta har tagits upp på Financial Times-tidningens lista över 1000 Fastest Growing Companies-lista för 2020–2023.[15] [28]